# Marcus Aemilius Barbula
Marcus Aemilius Barbula war ein römischer Politiker aus dem Geschlecht der Aemilii Barbulae. Im Jahr 230 v. Chr. war er Konsul. Sein Amtskollege war Marcus Iunius Pera. Beide Konsuln führten während ihrer Amtszeit Krieg in Ligurien.
Sein in den Fasti Capitolini verzeichneter vollständiger Name lautete M. Aemilius L. f. Q. n. Barbula. Sein Vater war der Konsul des Jahres 281 v. Chr., Lucius Aemilius Barbula.
Ob sich eine Anfang der 1950er-Jahre in Brundisium gefundene Inschrift auf den Konsul des Jahres 230 v. Chr. oder auf den Konsul Aemilius Barbula des Jahres 311 v. Chr. bezieht, ist in der Forschung umstritten.